# Ракипов, Азат Махляфович
Азат Махляфович Ракипов (бел. Азат Махляфавіч Ракіпаў; род. 29 ноября 1968, Киргизская ССР) — советский и белорусский легкоатлет, специалист по бегу на средние и длинные дистанции, кроссу и марафону. Выступал за сборные СССР, СНГ и Белоруссии по лёгкой атлетике в 1980-х — 2000-х годах, многократный победитель и призёр первенств национального значения, рекордсмен страны в беге на 1500 метров, участник двух летних Олимпийских игр.

## Биография
Азат Ракипов родился 29 ноября 1966 года в Киргизской ССР. Ещё школьником переехал на постоянное жительство в Минск. Проходил подготовку под руководством заслуженного тренера СССР Александра Фёдоровича Агрызкина.
Впервые заявил о себе в лёгкой атлетике на международном уровне в сезоне 1986 года, когда вошёл в состав советской сборной и выступил на чемпионате мира по кроссу в Коломбире, где в забеге юниоров на 7,75 км занял итоговое 82-е место.
В 1991 году в беге на 1500 метров стал серебряным призёром на чемпионате страны в рамках X летней Спартакиады народов СССР в Киеве — уступил здесь только Сергею Мельникову.
Благодаря череде удачных выступлений вошёл в состав Объединённой команды, собранной из спортсменов бывших советских республик, и выступил на летних Олимпийских играх в Барселоне — на дистанции 1500 метров дошёл до финала и в решающем забеге занял 12-е место. При этом в полуфинале установил свой личный рекорд (3:36.16), который до настоящего времени остаётся национальным рекордом Белоруссии в данной дисциплине.
После распада Советского Союза Ракипов остался действующим спортсменом и продолжил принимать участие в крупнейших международных стартах в составе белорусской национальной сборной. Так, в 1993 году на соревнованиях Sparkassen Cup в Штутгарте он установил ныне действующий рекорд Белоруссии в беге на 1500 метров в помещении — 3:38.97, стартовал на чемпионате мира в Штутгарте, где остановился в полуфинале.
В 1994 году одержал победу в беге на 10 000 метров на чемпионате Белоруссии в Гомеле, бежал 1500 метров на чемпионате Европы в Хельсинки, занял 76-е место на кроссовом европейском первенстве в Алнике.
В 1995 году стал чемпионом Белоруссии в беге на 1500 метров.
Начиная с 2000 года активно выступал на различных шоссейных стартах в Европе, преимущественно на территории Польши.
В 2004 году с личным рекордом 2:12:32 занял восьмое место на Гамбургском марафоне. Выполнив олимпийский квалификационный норматив, удостоился права защищать честь страны на Олимпийских играх в Афинах — в итоге в программе марафона сошёл с дистанции, не показав никакого результата. Также в этом сезоне победил на марафоне в Тайбэе (2:23:39) и занял 16-е место на марафоне в Сингапуре (2:20:54).
В 2005 году финишировал вторым на Остинском марафоне в США (2:14:00) и четвёртым на Марафоне Макао в Китае (2:23:09).
Завершил спортивную карьеру по окончании сезона 2012 года.